# Изопогон трехзубчатый
Изопогон трехзубчатый  (лат. Isopogon tridens) — кустарник, вид рода Изопогон (Isopogon) семейства Протейные (Proteaceae), эндемик юго-запада Западной Австралии. Кустарник с клиновидными листьями и сплюснутыми шаровидными цевточными головками с гладкими кремово-белыми, иногда пурпурными цветками.

## Ботаническое описание
Isopogon tridens — прямостоячий кустарник высотой до 1–1,5 м. Ветви опушённые от бледно-красноватого до серовато-коричневого цвета. Листья клиновидные, длиной 35–85 мм с двумя или тремя заострёнными лопастями или зубчиками у кончика. Цветки расположены на концах веточек в сидячих уплощённо-сферических головках диаметром 20–30 мм с опушёнными, широко яйцевидными обволакивающими прицветниками у основания. Цветки более или менее гладкие, кремово-белые, иногда тёмно-пурпурные, 22–28 мм в длину. Цветёт с июня по июль. Плод представляет собой опушённый орех, сросшийся с другими в приплюснутую сферическую плодовую головку около 20 мм в диаметре.

## Таксономия
Впервые этот вид был описан в 1855 году Карлом Мейсснером, который дал ему название Isopogon trilobus var. tridens в журнале Hooker's Journal of Botany и Kew Garden Miscellany из образцов, собранных Джеймсом Драммондом. В 1868 году Фердинанд фон Мюллер изменил название на Isopogon tridens в Fragmenta phytographiae Australiae.

## Распространение и местообитание
Эндемик Западной Австралии. Растёт среди кустарников или в пустошах на небольшой территории от реки Эрроусмит до Энеаббы в биогеографическом регионе Джералдтон-Сандплейнс на юго-западе Западной Австралии.

## Охранный статус
Isopogon tridens классифицирован Министерством парков и дикой природы правительства Западной Австралии как «не находящийся под угрозой исчезновения». Международный союз охраны природы классифицирует природоохранный статус вида как «вымирающией».